# Futsal nos Jogos da Lusofonia de 2009
O futsal nos Jogos da Lusofonia de 2009 foi disputado na Sala Atlântico do Pavilhão Atlântico em Lisboa, Portugal, entre 12 e 17 de julho de 2009. Apenas o torneio masculino com cinco equipes foi realizado.

## Calendário
| Futsal    | Julho | Julho | Julho | Julho | Julho | Julho | Julho | Julho | Julho | Julho |
| Futsal    | 10    | 11    | 12    | 13    | 14    | 15    | 16    | 17    | 18    | 19    |
| --------- | ----- | ----- | ----- | ----- | ----- | ----- | ----- | ----- | ----- | ----- |
| Masculino |       |       |       |       |       |       |       | 1[a]  |       |       |

|  | Dia de competição |  | Dia de final |

a. ^  A competição não teve uma final, mas a última rodada da fase única foi disputada no dia.

## Medalhistas
| Evento    | Ouro | Prata | Bronze                                                                               |
| --------- | --- | --- | ------------------------------------------------------------------------------------ |
| Masculino | BRA Brasil Nilton Danilo Guiga André Guina Neto Diece Fernandinho Cabreúva Lukaian Simi Café Valdin Rafael | POR Portugal André Souza Davi Ricardo Fernandes Amílcar Fábio Ramada João Marçal Fábio Aguiar João Matos Tiago Jorge Fernandes Marco Mateus André Gomes Paulinho | ANG Angola Lau Ratinho Zola Galinha Micha Didi Mário Yuri Cesário Cláudio Baía Mauro |

## Torneio masculino
O torneio de futsal será disputado pelas equipes de Angola, Brasil, Guiné-Bissau, Portugal e São Tomé e Príncipe, que se enfrentam em grupo único no sistema de todos contra todos. As três equipes com o maior número de pontos ao final de quatro partidas conquistam as medalhas de ouro, prata e bronze, respectivamente.

### Fase única
| Pos. | Equipe                  | Pts | J | V | E | D | GP | GC | SG  |
| ---- | ----------------------- | --- | - | - | - | - | -- | -- | --- |
| 1    | BRA Brasil              | 12  | 4 | 4 | 0 | 0 | 33 | 2  | +31 |
| 2    | POR Portugal            | 9   | 4 | 3 | 0 | 1 | 20 | 3  | +17 |
| 3    | ANG Angola              | 6   | 4 | 2 | 0 | 2 | 14 | 11 | +3  |
| 4    | GBS Guiné-Bissau        | 3   | 4 | 1 | 0 | 3 | 7  | 26 | -19 |
| 5    | STP São Tomé e Príncipe | 0   | 4 | 0 | 0 | 4 | 5  | 37 | -32 |

| 12 de julho de 2009 | Portugal                                                                                            | 14 – 1    | São Tomé e Príncipe | Pavilhão Atlântico          |
| 17:30               | Fábio Aguiar , · João Marçal · Ricardo Fernandes , · Ramada · David , · Amílcar · Tiago , · Fábio , | Relatório | Adérito Santo       | Árbitro: BRA Michel Bonnaud |

| 12 de julho de 2009 | Guiné-Bissau | 0 – 15    | Brasil                                                                               | Pavilhão Atlântico              |
| 20:00               |              | Relatório | André , · Guina · Café , · Valdin , · Lukaian , · Fernandinho , · Cabreúva , · Diece | Árbitro: PRT Francisco Parrinha |

| 13 de julho de 2009 | Portugal                             | 3 – 0     | Guiné-Bissau | Pavilhão Atlântico          |
| 17:30               | Tiago · Ricardo Fernandes · Paulinho | Relatório |              | Árbitro: GBS José Francisco |

| 13 de julho de 2009 | Angola                                               | 8 – 0     | São Tomé e Príncipe | Pavilhão Atlântico            |
| 20:00               | Galinha , · Cesário , · ? ?' (g.c.) · Micha · Yuri , | Relatório |                     | Árbitro: GBS Infamara Cassamá |

| 15 de julho de 2009 | Angola | 0 – 3     | Portugal                                  | Pavilhão Atlântico       |
| 17:30               |        | Relatório | Fábio Aguiar 5' · Paulinho 7' · David 10' | Árbitro: BRA Gean Telles |

| 15 de julho de 2009 | Brasil                                                                                             | 9 – 2     | São Tomé e Príncipe                  | Pavilhão Atlântico         |
| 20:00               | Simi 6' · Café 17' · Fernandinho 18', 20' · Lukaian 29', 35' · Cabreúva 30' · Neto 33' · André 37' | Relatório | Leopoldino Cabral 10' · ? 23' (g.c.) | Árbitro: PRT Pedro Fragoso |

| 16 de julho de 2009 | Angola | 0 – 7     | Brasil                                                                    | Pavilhão Atlântico         |
| 17:30               |        | Relatório | André 1', 14' · Fernandinho 2', 12' · Cabreúva 19' · Simi 15' · Diece 18' | Árbitro: PRT Pedro Fragoso |

| 16 de julho de 2009 | Guiné-Bissau                                                                                      | 6 – 2     | São Tomé e Príncipe    | Pavilhão Atlântico       |
| 20:00               | Rubilson Balde 2' · Teófilo Lopes 10' · Osagayefo Sano 18', 1' · José Baldé 35' · Geres Matos 38' | Relatório | Herlander Neto 2', 26' | Árbitro: BRA Gean Telles |

| 17 de julho de 2009 | Angola                                                             | 6 – 1     | Guiné-Bissau  | Pavilhão Atlântico       |
| 15:45               | Mário 2', 38' · Cláudio 15' · Ratinho 22' · Cesário 27' · Yuri 29' | Relatório | José Baldé 7' | Árbitro: BRA Gean Telles |

| 17 de julho de 2009 | Brasil                       | 2 – 0     | Portugal | Pavilhão Atlântico              |
| 18:30               | Lukaian 5' · Fernandinho 13' | Relatório |          | Árbitro: PRT Francisco Parrinha |